# Лејк Шор (Јута)
Лејк Шор (енгл. Lake Shore) насељено је место без административног статуса у америчкој савезној држави Јута.

## Демографија
По попису из 2010. године број становника је 817, што је 62 (8,2%) становника више него 2000. године.
| Група             | 2000.       | 2010.       |
| Белци             | 720 (95,4%) | 769 (94,1%) |
| Афроамериканци    | 0 (0,0%)    | 3 (0,4%)    |
| Азијати           | 4 (0,5%)    | 5 (0,6%)    |
| Хиспаноамериканци | 23 (3,0%)   | 27 (3,3%)   |
| Укупно            | 755         | 817         |